# Lili de Alvarez
Lili de Alvarez, åren 1934-41 gift som grevinnan de la Valdene, född 9 maj 1905 i Rom, död 8 juli 1998 var en spansk högerhänt tennisspelare. Lili de Alvarez var under stora delar av 1920-talet Spaniens bästa kvinnliga tennisspelare.

## Tenniskarriären
Lili de Alvarez spelade 4 finaler i Grand Slam (GS)-turneringar (3 i singel och en i dubbel, med seger i den sistnämnda). Säsongen 1930 vann hon sin förnämsta singeltitel, Italienska mästerskapen i Rom.
Hon vann 1929 sin enda GS-titel i dubbelklassen i Franska mästerskapen tillsammans med holländskan Kornelia Bouman.
Lili de Alvarez är en av de spelare genom tennishistorien som förlorat tre konsekutiva singelfinaler i Wimbledonmästerskapen. Det var under perioden 1926-28 som hon förlorade finalerna mot brittiskan Kathleen McKane Godfree (1926; 2-6, 6-4, 3-6) och Helen Wills Moody (1927; 2-6, 4-6 och 1928; 2-6, 3-6). Hon delar ödet med tre finalförluster i Wimbledon med tysken Gottfried von Cramm (1935-37) och australiern Fred Stolle (1963-65).

## Spelaren och personen
Lili de Alvarez föddes i Rom där hennes spanska föräldrar tillfälligt vistades. Hon växte sedan upp i Schweiz.
Hon var en mycket populär spelare och publikfavorit. Hon spelade en ofta djärv tennis med inslag av hårda volley- och halvvolley-drives. Hennes största "svaghet" var att hon i avgörande spelsituationer hade en tendens att begå grova misstag.
De Alvarez ägnade sig vid sidan av tennisen med framgång också åt andra idrotter som skridskoåkning, alpin skidåkning och racerbilar.
Efter avslutad aktiv tävlingskarriär arbetade de Alvarez som sportjournalist och författare.

## Grand Slam-titlar
- Franska mästerskapen
  - Dubbel - 1929